# Sharpsville (Indiana)
Sharpsville es un pueblo ubicado en el condado de Tipton en el estado estadounidense de Indiana. En el Censo de 2010 tenía una población de 607 habitantes y una densidad poblacional de 980,6 personas por km².

## Geografía
Sharpsville se encuentra ubicado en las coordenadas 40°22′46″N 86°5′13″O / 40.37944, -86.08694. Según la Oficina del Censo de los Estados Unidos, Sharpsville tiene una superficie total de 0.62 km², de la cual 0.62 km² corresponden a tierra firme y (0%) 0 km² es agua.

## Demografía
Según el censo de 2010, había 607 personas residiendo en Sharpsville. La densidad de población era de 980,6 hab./km². De los 607 habitantes, Sharpsville estaba compuesto por el 97.53% blancos, el 0.16% eran afroamericanos, el 0% eran amerindios, el 0% eran asiáticos, el 0% eran isleños del Pacífico, el 0.66% eran de otras razas y el 1.65% pertenecían a dos o más razas. Del total de la población el 1.98% eran hispanos o latinos de cualquier raza.